# Jorge Medina Leal
Jorge Daniel Medina Leal (Mérida, 9 de abril de 1936 - Ciudad de México, 26 de diciembre de 2018) fue un músico, maestro y director coral mexicano.  Profesor en los conservatorios Nacional de Música y el De las Rosas, en Morelia; en la Escuela Nacional de Música de la Universidad Nacional Autónoma de México, en la Universidad Veracruzana y Universidad Autónoma de Yucatán, al igual que la escuela de la Sociedad de Autores y Compositores de México y en la Escuela de Perfeccionamiento Ollin Yoliztli de la Ciudad de México.

## Datos biográficos
Jorge Medina estudió solfeo y canto coral en la Escuela Nacional de Música de la Universidad Nacional Autónoma de México (UNAM), donde después fue profesor durante muchos años.
Dirigió los coros de la Orquesta Filarmónica de la Ciudad de México, con la cual grabó varias obras bajo la batuta del maestro Fernando Lozano Rodríguez, entre ellas la Novena Sinfonía de Beethoven; impartió cursos de música coral en diversos estados de México y particularmente en el de Veracruz, el de Sinaloa, y en su estado natal de Yucatán. Contrajo nupcias con la también profesora veracruzana de música coral Tusnelda Nieto Jara.
Dirigió más de cinco mil conciertos y colaboró con las orquestas más destacadas de su país como la Orquesta Sinfónica Nacional (OSN), la Orquesta de la Universidad Nacional Autónoma de México (UNAM), la Orquesta del Estado de México,  la Orquesta de Minería y la Orquesta Filarmónica de la Ciudad de México. Los coros que dirigió se presentaron bajo las batutas de Luis Herrera de la Fuente, Fernando Lozano, Enrique Diemecke, José Guadalupe Flores, Enrique Bátiz, Francisco Savín, Eduardo Mata, Lorin Maazel, Dmitri Kitayenko y Pablo Casals, entre otros.

## Reconocimientos
- Medalla Luis Sandi máximo galardón en México para los directores de coro. (2018)[3]
- Homenaje del Coro de Madrigalistas en el Sala Manuel M Ponce del Instituto Nacional de Bellas Artes (2013)

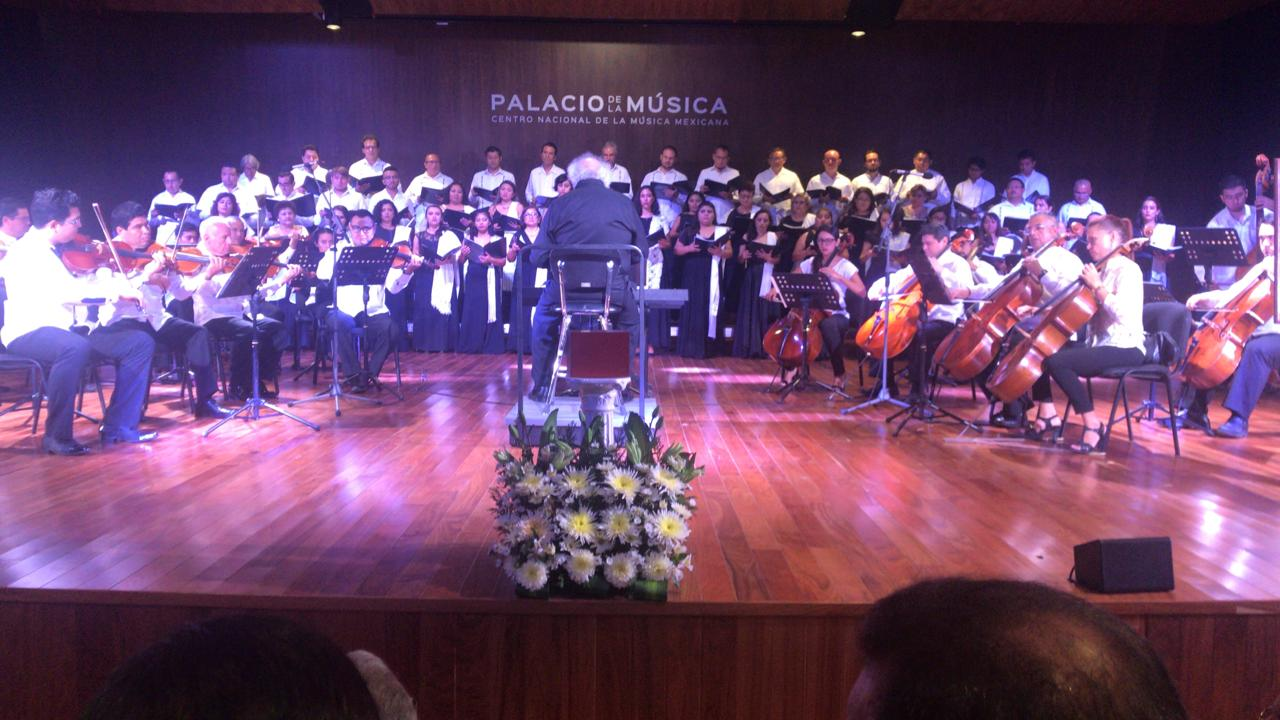
Homenaje póstumo al maestro Jorge Medina Leal. Fernando Lozano dirigiendo a la Orquesta de Cámara de la Ciudad de Mérida, Yucatán el Réquiem de Gabriel Fauré. 16 de mayo de 2019